# Telefonanschluss
Ein Telefonanschluss bezeichnet die betriebsfähig bereitgestellte technische Infrastruktur durch einen Netzbetreiber für einen Teilnehmer, an der ein Telefon betrieben werden kann. Dies erfolgt in der Regel mit leitungsgebundener Technik, meist mit Hilfe der Teilnehmeranschlussleitung und der Installation von Vermittlungstechnik in Vermittlungsstellen über ein Telefonnetz. Diese klassische Sprachübertragung (Telefonie) wird derzeit durch eine auf Datenanschlüssen aufbauende Übermittlung der Sprachinformationen über paket-orientierte Verbindungen ersetzt (NGN, VoIP). Die Bereitstellung kann heute auch über alternative Leitungswege, etwa über ein Kabelmodem oder kabellos mittels Wireless Local Loop, WiMAX, Mobilfunk oder Satellit erfolgen.
Im Fall von Nicht-Mobilfunkanschlüssen wird die Schnittstelle, an der das Telefon des Teilnehmers mit der Technik des Anbieters verbunden wird (der Netzabschluss; üblicherweise die Anschlussdose), auch als Telefonanschluss bezeichnet.
Damit Teilnehmer den Telefonanschluss anrufen können, ist diesem eine Rufnummer zugewiesen – bei mehreren zugewiesenen Rufnummern spricht man auch von Mehrfachrufnummern (MSN).

## Festnetzanschluss
Wird der Telefonanschluss über herkömmliche leitungsvermittelte Festnetz-Technik und die Teilnehmeranschlussleitung (TAL) realisiert, spricht man von einem Festnetzanschluss. Festnetzanschlüsse funktionierten, anders als NGN-Anschlüsse, auch bei Ausfall des Hausstromnetzes, wenn ein geeignetes leitungsgebundenes Telefon eingesetzt wurde. Auch Notrufdienste setzten oft einen notspeiseberechtigten Festnetzanschluss voraus (Festnetz-Analoganschluss oder ISDN-Basisanschluss mittels NTBA), der von der Vermittlungsstelle mit Strom versorgt wurde.
In Deutschland plante die Deutsche Telekom bis 2018 komplett auf IP-basierte Anschlüsse umzustellen. Dies bedeutete das Ende für digitale Telefonanschlüsse des ISDN (Angebotsbezeichnung „Universal“) im Netz der Deutschen Telekom. Analoge Telefonanschlüsse können jedoch weiterhin über MSAN-POTS-Technologie bestellt und geschaltet werden. In Österreich gilt das erst für FTTH-Anschlüsse.

### Vollanschluss
Im Hinblick auf die beim Telefonanbieterwechsel möglichen Preselection- und Call-by-Call-Verfahren, bei denen der Telefonanschluss des etablierten Betreibers bestehen bleibt und lediglich die abgehenden Telefongespräche über alternative Verbindungsnetzbetreiber vermittelt werden, spricht man bei einem mittels entbündelter Teilnehmeranschlussleitung realisierten Festnetzanschluss bei alternativen Anbietern oder bei einem durch den etablierten Betreiber selbst bereitgestellten Endkunden-Festnetzanschluss auch von einem Vollanschluss oder Direktanschluss.

### Analoganschluss/Digitalanschluss
Besaß der Festnetzanschluss eine Telefondose als Netzabschluss, an der handelsübliche analoge Endgeräte (Telefone, Modems, Faxgeräte) betrieben werden können, so handelte es sich um einen Analoganschluss. Beim in Europa üblichen digitalen ISDN-Festnetz wurden Analoganschlüsse über Digital-Analog-Umsetzer in der Teilnehmervermittlungsstelle bereitgestellt, die das Digitalsignal in ein Analogsignal wandelten. Telefonnetze, die ausschließlich analoge Anschlüsse beinhalteten, konnten als analoges Festnetz ausgeführt sein.

### ISDN-Anschluss
Wenn der Netzabschluss des Festnetzanschlusses digital ausgeführt war, sprach man von einem ISDN-Anschluss. Erfolgte der Netzabschluss des ISDN-Anschlusses mittels NTBA als S0-Bus mit zwei Nutzkanälen, so sprach man von einem ISDN-Basisanschluss. Die Analog-Digital-Wandlung erfolgte bereits im ISDN-Telefon, bzw. über einen sogenannten a/b-Adapter, an den man normale analoge Telefone anschließen konnte.
Der ISDN-S0-Bus kann auch mittels auf Datenanschlüssen basierenden NGN-Lösungen und einem Integrated Access Device (z. B. Fritz!Box Fon-Modelle 75XX und 66XX oder Sphairon IAD) als Netzabschluss nachgebildet werden, wobei jedoch nicht alle Dienste eines Euro-ISDN-Hauptanschlusses unterstützt werden. So fehlt bei NGN-Lösungen meist die Unterstützung des Datenkanals (G4-Fax, Datex-P oder ISDN-Videotelefonie) und des zweiten B-Kanals, der für die Kanalbündelung notwendig ist. Die bei einem ISDN-Basisanschluss vorhandene Notstromversorgung durch die Vermittlungsstelle fehlt ebenfalls.

### Anschluss ohne Anschlussleitung
Einige Telefongesellschaften bieten einen, mittels herkömmlicher Festnetzvermittlungstechnik realisierten, sogenannten Anschluss ohne Anschlussleitung (auch virtueller Anschluss) an, bei welchem der Anschluss zwar in der Ortsvermittlungsstelle der Vorwahlnummer ankommt, aber keinen physischen End-Anschlusspunkt in diesem Ortsnetz aufweist, sondern mittels dauerhafter Anrufweiterschaltung zu einem Anschluss in einem anderen Ortsnetz umgeleitet wird. So etwas konnte von ortsfremden/-fernen Dienstleistern, z. B. Handwerkern, Schlüsseldiensten oder Rohrreinigern, missbraucht werden. In Deutschland sind derartige Anschlüsse aufgrund einer seit 2004 erfolgten strikteren Auslegung des Ortsbezugs von geografischen Rufnummern durch den Regulierer praktisch vom Markt verschwunden.

## Telefonanschluss über Datenanschluss
Durch die zunehmende Verbreitung von Breitband-Internetzugängen (z. B. DSL, Kabelinternet, WiMAX, WLANs) und der Möglichkeit, darüber ohne eine zusätzlich notwendige Vermittlungsnetzinfrastruktur Telefongespräche mittels IP-Telefonie-Protokollen zu übertragen, werden Telefonanschlüsse zunehmend auf der Basis von Datenanschlüssen realisiert – der Telefonanschluss ist dann ein VoIP-Anschluss. Falls der zugrundeliegende Datenanschluss durch den gleichen Anbieter bereitgestellt wird und der Anbieter den Anspruch erhebt, den Festnetzanschluss zu ersetzen, ist auch von einem All-IP-Anschluss oder NGN-Anschluss die Rede. Ist der Anschluss mittels Voice over Cable über ein TV-Kabelnetz realisiert, spricht man von einem Kabel-Telefonanschluss. Der Netzabschluss solcher VoIP-basierter Telefonanschlüsse erfolgt durch Analog-Telefon-Adapter bzw. Integrated Access Devices, SIP-Telefone oder Softphones.
In der Schweiz wurden bis Ende November 2019 alle Privatkundenanschlüsse der Swisscom auf All IP umgestellt. Die letzten Geschäftskundenanschlüsse sollten bis Ende März 2020 folgen.

## Komplettanschluss
Unter Komplettanschluss versteht man einen Telefonanschluss, bei dem sämtliche über die Anschlussinfrastruktur realisierten Telekommunikationsdienstleistungen (Telefonie, ggf. zusätzlich gebündelt Internet-Zugang und Triple Play) vom Anbieter des Telefonanschlusses bereitgestellt werden, wobei für die Dienste oft eine pauschale Abrechnung durch den Anbieter erfolgt. Der Telefonanschluss ist dabei als Festnetzanschluss/Vollanschluss oder alternativ als All-IP-Anschluss bzw. Kabel-Telefonanschluss ausgeführt.

## Mobiler Telefonanschluss
Wird der Telefonanschluss leitungsunabhängig und standortunabhängig genutzt, spricht man von einem mobilen Telefonanschluss. Die SIM-Karte eines Mobilfunkanbieters entspricht einem mobilen Telefonanschluss – kurz einem Mobilfunkanschluss. Zum Telefonieren benötigt man in diesem Fall ein Mobiltelefon. Mobilfunkanschlüsse können auch stationär als Festnetz-Ersatz betrieben werden, indem sie klassische Festnetznummern unterstützen. Dies ist besonders nützlich in Homezone-Tarifen, bei denen Mobilfunk-Gateways eingesetzt werden, um an diesen Festnetztelefone zu betreiben. Diese Technik ermöglicht es, die Vorteile eines mobilen Anschlusses mit der Verlässlichkeit und Erreichbarkeit einer Festnetznummer zu kombinieren, was insbesondere in stationären Umgebungen von Vorteil ist.
In dünn besiedelten Gebieten stellt der mobile Telefonanschluss oft die beste Alternative dar, um Kommunikation zu gewährleisten. Dennoch bestehen hier weiterhin Versorgungslücken, und in völlig unbewohnten Gebieten (z. B. Meere, Wüsten) sind Mobilfunknetze nicht verfügbar. In solchen Fällen greift man auf Satellitentelefonanschlüsse zurück, die auch in diesen abgelegenen Regionen eine Verbindung ermöglichen.
Mittels IP-Telefonie realisierte Telefonanschlüsse können auch standortunabhängig nomadisch überall dort genutzt werden, wo ein geeigneter Internetzugang zur Nutzung zur Verfügung steht (etwa in Hot Spots).

## Verbreitung
1960 besaßen 4 von 100 Deutschen einen Telefonanschluss, 1990 kamen auf 100 Deutsche schon 40 Anschlüsse. Weltweit besaßen 1990 nur zehn Prozent der Menschen einen Telefonanschluss. Später überholte die Zahl der mobilen Anschlüsse die der Festnetz-Telefonie. 2016 gab es weltweit so viele Handyverträge wie Menschen, die Verträge sind jedoch über die Länder hinweg ungleich verteilt. In den Vereinigten Arabischen Emiraten kommen 2019 auf jeden Einwohner zwei Verträge, in Laos ist es nur ein halber.